# Войцеховский, Тадеуш
Тадеуш Войцеховский (пол. Tadeusz Wojciechowski; 13 июня 1838, Краков — 21 ноября 1919, Львов) — польский историк, профессор и ректор Львовского университета (1894—1895), соучредитель и председатель польского Польского исторического общества, член Академии знаний. Специалист по истории Польши периода раннего Средневековья.

## Биография
Тадеуш Войцеховский родился в Кракове, его родители были владельцами каменоломни и принадлежали к среднему мещанству. В 1854 году окончил гимназию св. Анны. После двух лет юридических студий и двух лет исторических в Ягеллонском университете, завершил обучение в 1858 году и на философском факультете Венского университета (1859—1860), в 1865 году получил докторскую степень по философии (после неудачной попытки в 1860/1861 году). В период Январского восстания (1863—1864) полгода находился в тюрьме по обвинению в конспиративной деятельности. В 1867 году стал работником Ягеллонский библиотеки, где работал до 1875 года, то есть до своего переезда во Львов. В 1873 году был кандидатом на кафедру истории Австрии в Ягеллонском университете, которую окончательно занял Станислав Смолка, кандидат от станчиков.
В 1883—1907 годах — профессор (1894—1895 годах — ректор) Львовского университета. С 1909 года член австрийской Палаты господ.
Умер во Львове 21 ноября 1919 года, похоронен на Лычаковском кладбище.

## Научные труды
Историческим трудам Войцеховского свойственен критический и аналитический подход. Широко использовал топонимику для реконструкции процесса колонизации Малопольши в раннем Средневековье. Описывал памятники сакрального искусства, работал над упорядочением раннепястовских легенд. Войцеховский считал, что зная, что значили сербы и венеды в IX или VIII веке, было бы легче понять, какое значение имели эти имена в VI веке у Иордана и во II веке у Птолемея.
Автор следующих трудов:
- «Chrobacja, rozbiór starożytności słowiańskich» (Kraków 1873),
- «O Rocznikach polskich X—XV wieku» (1880),
- «O Kazimierzu Mnichu» (1881),
- «O życiu i pismach Wincentego z Kielc» (1881),
- «Co to jest historia i po co się jej uczymy» (1881),
- «Podział i zakres dziejów polskich» (1884),
- «O powtórnej elekcji Stanisława Leszczyńskiego w r. 1733 (Charakterystyka rządów Augusta II)» (1887),
- «Co Al Bekri opowiadał o Słowianach i ich sąsiadach» (1887),
- «Bonifatius der Apostel der Deutschen und die Slaven-apostel Konstantinus (Cyrillus) und Methodius» (1888),
- «O Piaście i piaście» (1895),
- «Kościół katedralny w Krakowie» (1899),
- «Eremici reguły św. Romualda, czyli benedyktyni włoscy w Polsce XI wieku» (1902),
- «Najdawniejszy znany obecnie polski akt książęcy z r. 1081—1086» (1902),
- «Szkice historyczne XI wieku» (1904),
- «Plemię Kadłubka» (1909).